# Kościół św. Marcina w Świdnicy
Kościół pod wezwaniem św. Marcina w Świdnicy – kościół parafialny należący do parafii w Świdnicy, dekanatu Zielona Góra – Ducha Świętego, diecezji zielonogórsko-gorzowskiej, metropolii szczecińsko-kamieńskiej, zlokalizowany w Świdnicy, w gminie Świdnica, w powiecie zielonogórskim w województwie lubuskim.

## Historia
Kościół pw. św. Marcina został wybudowany w XIV wieku. W latach 1552–1567 przebudowano wnętrze oraz dobudowano kruchtę do prezbiterium od strony południowej. Powiększono także okna oraz nakryto prezbiterium sklepieniem kolebkowo-krzyżowym. W roku 1580 została dobudowana wieża. W okresie rządów Habsburgów kościół w Świdnicy podupadł, gdyż większość mieszkańców przeszła na protestantyzm. W XIX wieku postawiono kolejną kruchtę w nawie oraz przekształcono wieżę, nadając jej neogotycki charakter.

## Architektura
Kościół zbudowany na planie prostokąta, jednonawowy z trójbocznym prezbiterium. Wieża na planie kwadratu, zwieńczona hełmem. Bryłę świątyni wzmocniono uskokowymi skarpami. Kościół otoczony jest częściowo zachowanym murem z barokową bramą oraz figurami św. Jana Nepomucena oraz Matki Boskiej. Barokowy ołtarz zdobi figura Madonny z dzieciątkiem, pochodząca z 1735 roku. Podobna figura pochodząca z XIV wieku znajduje się w jednym z bocznych ołtarzy. W zakrystii znajdują się tablice nagrobne (epitafia)  rodu Kietliczów wykonane z alabastru i piaskowca z herbami szlacheckimi, m.in.:
- Balthasera von Kittlitz (zm. 1553)
  - ojcowskie, von: Kittlitz, Knobelsdorff
  - matczyne, von: Promnitz, X[1].